# Solnice
Solnice je budova určená pro skladování a uchovávání soli.
Řada z dochovaných solnic má památkovou hodnotu a byla vyhlášena kulturními památkami:
- Solnice (České Budějovice)
- Solnice (Český Krumlov)
- Solnice (Hranice)
- Solnice (Týn nad Vltavou)